# 蝉川夏哉
蝉川 夏哉（せみかわ なつや、1983年4月22日 - ）は、日本の小説家。

## 経歴
大阪府出身。大阪府立生野高等学校、大阪市立大学文学部卒業。
会社勤めの傍ら、小説投稿サイト「小説家になろう」に逢坂十七年蝉（おおさかじゅうしちねんぜみ）名義で作品を投稿しはじめ、2012年に『邪神に転生したら配下の魔王軍がさっそく滅亡しそうなんだが、どうすればいいんだろうか』が書籍化されデビュー。2014年には『異世界居酒屋「のぶ」』が第2回「なろうコン大賞」（現: ネット小説大賞）を受賞。『異世界居酒屋「のぶ」』は『ヤングエース』で漫画化されており、2018年には『異世界居酒屋〜古都アイテーリアの居酒屋のぶ〜』のタイトルでのアニメ化がされた。
2021年4月より、日本SF作家クラブ会員。

## 作品リスト

### 単行本

#### アルファポリス
- 邪神に転生したら配下の魔王軍がさっそく滅亡しそうなんだが、どうすればいいんだろうか（ソフトカバー）
  1. 2012年9月
  2. 2013年6月
  3. 2013年11月
  4. 2014年6月
  5. 2015年2月
  6. 2016年4月

アルファライト文庫
- 邪神に転生したら配下の魔王軍がさっそく滅亡しそうなんだが、どうすればいいんだろうか
  1. 2016年4月28日
  2. 2016年5月15日
  3. 2016年7月29日
  4. 2016年9月30日
  5. 2016年11月25日
  6. 2016年12月30日

#### 宝島社
- 異世界居酒屋「のぶ」（ソフトカバー）
  1. 2014年9月
  2. 二杯目 - 2015年2月
  3. 三杯目 - 2015年7月
  4. 四杯目 - 2015年12月
  5. 五杯目 - 2018年4月
  6. 六杯目 - 2019年5月

宝島社文庫
- 異世界居酒屋「のぶ」
  1. 2016年8月4日
  2. 二杯目 - 2016年12月6日
  3. 三杯目 - 2017年3月4日
  4. 四杯目 - 2017年10月7日
  5. 五杯目 - 2018年12月6日
  6. 六杯目 - 2020年4月7日
  7. 七杯目 - 2022年6月7日
- 異世界居酒屋「げん」
  1. 2023年10月5日
  2. 二杯目 - 2024年9月4日

#### 星海社
- 第七異世界のラダッシュ村（星海社FICTIONS）
  1. 2016年7月15日
  2. 2017年7月15日

### アンソロジー収録作品
「」内が蝉川の作品
- 『3分で読める!コーヒーブレイクに読む喫茶店の物語』（宝島社文庫、2020年6月）「アットホームじゃない職場」
- 『3分で読める！ティータイムに読むおやつの物語』（宝島社、2023年4月）「丁寧でない生活」
- 『祠破壊ホラー小説アンソロジー』（星海社FICTIONS、2025年7月）「その痛みを縁として」

### 漫画原作
- 異世界居酒屋「のぶ」 - 作画:ヴァージニア二等兵
- 異世界居酒屋「げん」 - 作画:碓井ツカサ
- 異世界最強の出前バイト - 漫画：サイトウミチ、原案担当[5]